# Eddington (kráter)

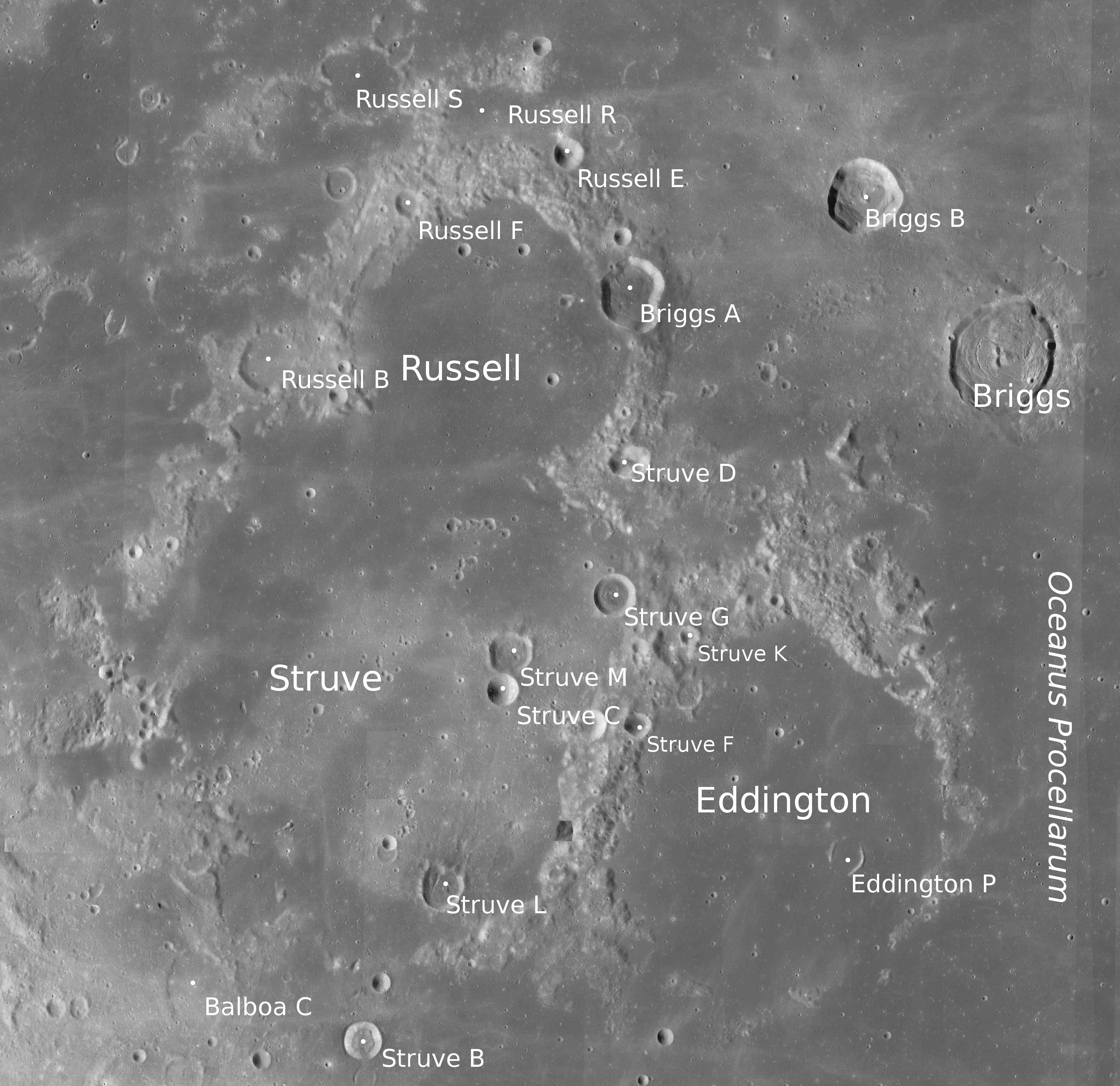
Kráter Eddington a okolí.

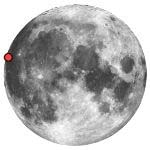
Poloha kráteru Eddington.

Eddington je nepravidelný kráter typu valové roviny nacházející se v západní části Oceánu bouří (Oceanus Procellarum) na přivrácené straně Měsíce. Má průměr 125 km, jeho dno je zatopeno bazaltickou lávou. Téměř celá jižní část okrajového valu chybí. Satelitní kráter Eddington P se nachází uvnitř hlavního kráteru.
Eddington těsně sousedí na západě s rozlehlým kráterem Struve, východo-jihovýchodně lze nalézt menší Seleucus, jižně pak Krafft.

## Název
Pojmenován je podle anglického astrofyzika Arthura Eddingtona.

## Satelitní krátery
V okolí kráteru se nachází několik dalších kráterů. Ty byly označeny podle zavedených zvyklostí jménem hlavního kráteru a velkým písmenem abecedy.
| Eddington | Sel. šířka | Sel. délka | Průměr |
| --------- | ---------- | ---------- | ------ |
| P         | 21,0° S    | 71,0° Z    | 12 km  |